# Talala (Oklahoma)
Talala es un pueblo ubicado en el condado de Rogers en el estado estadounidense de Oklahoma. En el año 2010 tenía una población de 	273 habitantes y una densidad poblacional de 341,25 personas por km².

## Geografía
Talala se encuentra ubicado en las coordenadas 36°31′45″N 95°41′57″O / 36.52917, -95.69917 (36.529050, -95.699292).

## Demografía
Según la Oficina del Censo en 2000 los ingresos medios por hogar en la localidad eran de $40,938 y los ingresos medios por familia eran $50,357. Los hombres tenían unos ingresos medios de $34,583 frente a los $23,750 para las mujeres. La renta per cápita para la localidad era de $14,604. Alrededor del 12.1% de la población estaban por debajo del umbral de pobreza.